# ميتشيكو ياماموتو
ميتشيكو ياماموتو (باليابانية: 山本道子) هو الاسم القلمي للشاعرة وكاتبة القصص القصيرة اليابانية ميتشيكو فورويا في فترة شوا وهيسي.